# فخر أباد (عقدا)
فخر أباد (بالفارسية: فخرآباد) هي قرية تقع في إيران في قسم عقدا الريفي. يقدر عدد سكانها بـ 129 نسمة بحسب إحصاء 2016.